# Битка за Гилбертова и Маршалска острва
Битка за Гилбертова и Маршалска острва (енгл. Gilbert and Marshall Islands campaign), вођена од 18. новембра 1943. до 23. фебруара 1944, била је америчка победа током рата на Пацифику.

## Битка за Гилбертова острва

### Позадина
Гилбертова острва (данас Кирибати) су архипелаг у западном делу Тихог океана, површине 260 km², састављен од 16 ниских (1—4 м висине) коралних острва обраслих највише кокосовим палмама, хлебним дрветом и бананама. Од 1892. заједно са Елисовим острвима британски протекторат, а од 1915 колонија (енгл. Gilbert and Ellice Islands Colony) од око 40 коралних острва, површине 982 km², са око 50.000 становника (1966), већином Микронежана. Седиште управе је на атолу Тарава (енгл. Tarawa).
Јапанци су окупирали Гилбертова острва у децембру 1941. без отпора. Посели су их са око 5.800 људи и утврдили острво Бејшиоу (енгл. Betio, у југозападном делу атола Тарава), где су изградили и аеродром, и југоисточни руб атола Мекин (енгл. Makin).

### Америчка инвазија
У оквиру америчке офанзиве на Тихом океану крајем 1943, америчка 5. флота адмирала Рејмонда Спруенса са придруженим снагама 5. амфибијског корпуса генерала Холанда Смита и авијацијским снагама КоВ, РМ и Корпуса морнаричке пешадије (базиранима на острвима Елис и Кантон (енгл. Ellis Island, Canton Island), предузела је десантну операцију против Гилбертових острва у другој половини новембра 1943.
Од 18-20. новембра америчка авијација је бомбардовала јапанске положаје на Мекину и Тарави, и неутралисала аеродроме на Маршалским острвима и острву Науру, са којих би јапанска авијација могла интервенисати код Гилбертових острва.

### Битка за Мекин
У свитање 21. новембра, авиони са носача бомбардовали су Мекин и Бејшиоу, а од 5 часова бомбардовали су их и бојни бродови, крстарице и разарачи, али без довољног ефекта. У 8 часова и 13 минута кренуо је први десантни талас (32 амфибијска возила) у напад на Мекин. Искрцавање на Мекину било је успорено насукавањем десантних средстава на коралној баријери испред острва због непознавања локалне природе морских мена и конфигурације дна, а заузимање острва претерано опрезним наступањем Американаца, тако да је заузето тек 24. новембра.

### Битка за Тараву
Мање од сат времена након почетка десанта на Мекин, у 8 часова и 58 минута кренуо је први десантни талас на Бејшиоу (100 амфибијских возила). При подилажењу на Бејшиоу Американци су имали тешке губитке, јер је од часа поласка првог десантног таласа престала артиљеријска подршка са мора. И ту је подилажење успорено насукавањем десантних средстава на коралној баријери. Упорна одбрана Јапанаца продужила се до 24. новембра. Идућих дана очишћена су од Јапанаца и преостала острва Тараве. Атол Абемама заузео је ноћу 21/22. новембра одред искрцан с подморнице Наутилус.

### Губици
У борбама на Гилбертовим острвима изгинули су сви Јапанци, осим двадесетак заробљених. Американци су имали 1.055 мртвих и 2.461 рањеног.

### Борбе на мору
Јапанска флота интервенисала је само подморницама. Једној је успело да потопи ескортни носач авиона (енгл. Liscome Bay) са 650 људи. Американци су потопил 4 подморнице Јапанска авијација са најближих острва извршила је неколико ноћних напада на америчке бродове и оштетила торпедом носач авиона (енгл. Independence), изгубивши 100-120 авиона.

### Последице
После ове битке Американци су увежбавали подводне диверзанте за подводно извиђање и уништавање препрека у мору пред обалом. Заузимањем Гилбертових острва Американцима је био отворен пут на Маршалска острва.

## Битка за Маршалска острва

### Позадина
Маршалска острва су корални архипелаг у средишњем делу Тихог океана са 34 острвске групе и великим бројем малих острва и гребена (867), груписаних у два приближно паралелна ланца (источни Батак и западни Ралик), која припадају острвима Микронезије. Острва су од 1885. до Првог светског рата била под влашћу Немаца, када су их окупирали Јапанци. По изласку из Друштва народа 1935. Јапан је почео утврђивање и изградњу поморских и ваздухопловних база на острвима.

### Америчке снаге и планови
После заузимања Гилбертових острва, америчка 5. флота адмирала Рејмонда Спруенса са око 54.000 људи, 300 ратних бродова и преко 1.000 авиона предузела је почетком 1944. десантну операцију на Маршалова острва, најистуренији део јапанског спољашњег одбрамбеног појаса метрополе. План је био да се јако утврђена острва у источном ланцу Вотџе (енгл. Wotje) и Малоелап обиђу и прво заузму најважнији објекти у центру архипелага - атол Квадџалин (енгл. Kwajalein) и небрањени атол Маџуро (енгл. Majuro) на крајњем југоисточном делу Маршалских острва. Касније је требало заузети Ениветок и друга важнија острва.

### Јапанске снаге и планови
Јапанци су организовали одбрану Маршалских острва са око 14.000 људи, са слабим поморским и ваздухопловним снагама (око 120 авиона) да би упорном одбраном острва успорили напредовање Американаца ка новом одбрамбеном појасу, који је у то време организован на линији од Бандског мора (енгл. Majuro) до Каролинских и Маријанских острва.

### Битка за Кваџалин
За десант на Кваџалин формиране су две десантне групе - северна (ојачана 4. морнаричка пешадијска дивизија) и јужна (ојачана 7. пешадијска дивизија), а за Маџуро десантни одред (2. батаљон 106. пешадијског пука и 1. морнарички посадни батаљон). У резерви су били 106. пешадијски пук и 22. морнарички пешадијски пук.
Десантна операција почела је 31. јануара, а претходила јој је дводневна припрема авијацијом и морнарицом. Северна и јуђна десантна група искрцале су истог дана прве ешелоне на острва југозападно од Роја и намура и северозападно од Кваџалина ради отварања пролаза у лагуну и постављања артиљерије. Следећег дана искрцане су главне снаге на острва Рој и Намур, а на острво кваџалин са западне стране. Јапанци (око 9.000) су пружили јак отпор. Америчке снаге заузеле су Рој и Намур 2. фебруара, а цео атол Кваџалин 7. фебруара.

### Битка за Ениветок
После пада Кваџалина, Американци су предузели напад на острвску групу Ениветок. Десантни одред, образован од резерве, упловио је 17. фебруара у лагуну и заузео острва Енгеби (18. фебруара), Ениветок (19—21) и Пари (22—23. фебруара). Јапанци су се жилаво бранили. Од око 2.500 људи посаде заробљено је око 60, остали су изгинули. Американцима је избачено из строја око 900 људи.